# Arkab Posterior
Arkab Posterior (arabisch عرقوب, DMG 'Arqūb ‚Achillessehne‘ und lateinisch posterior „der Nachfolgende“) ist die Bezeichnung des Sterns β2 Sagittarii (Beta2 Sagittarii). Arkab Posterior hat eine scheinbare Helligkeit von +4,27 mag und gehört dem Spektraltyp F2 III an. Arkab Posterior ist ca. 139 Lichtjahre entfernt.